# Rhinephyllum
Rhinephyllum es un género con 15 especies de plantas suculentas perteneciente a la familia Aizoaceae.

## Taxonomía
Rhinephyllum fue descrito por el taxónomo y botánico inglés, Nicholas Edward Brown, y publicado en Gard. Chron., ser. 3. 82: 92 (1927). La especie tipo es: Rhinephyllum muirii N.E.Br.

## Especies
- Rhinephyllum broomii L.Bolus
- Rhinephyllum comptonii L.Bolus
- Rhinephyllum frithii (L.Bolus) L.Bolus
- Rhinephyllum graniforme (Haw.) L.Bolus
- Rhinephyllum inaequale L.Bolus
- Rhinephyllum luteum (L.Bolus) L.Bolus
- Rhinephyllum macradenium (L.Bolus) L.Bolus
- Rhinephyllum muirii N.E.Br.
- Rhinephyllum obliquum L.Bolus
- Rhinephyllum parvifolium L.Bolus
- Rhinephyllum pillansii N.E.Br.
- Rhinephyllum rouxii (L.Bolus) L.Bolus
- Rhinephyllum schonlandii L.Bolus
- Rhinephyllum vanheerdei L.Bolus
- Rhinephyllum willowmorense L.Bolus